# Simoenta (fiume)
Il Simoenta è un fiume situato presso la città di Troia e menzionato nei poemi omerici.
Il fiume è identificato con l'attuale Dumrek Su, a nord della collina di Hissarlik.
Come anche per lo Scamandro, in alcuni casi degli eroi omerici avrebbero ripreso il loro nome dal fiume: un esempio è Simoesio, giovinetto guerriero troiano figlio di Antemione, così chiamato perché partorito dalla madre proprio lungo il Simoenta (Iliade, canto IV).